# Bogish Brand Entertainment
Bogish Brand Entertainment — американський незалежний лейбл, заснований репером Cashis та продюсером Rikanatti. Спеціалізується на виданні музики в жанрі хіп-хоп. Із самого початку музиканти створили команду Blocc Boyz, куди увійшли Cashis, Rikanatti, Kenno, Basix, а пізніше — C-Major, звукорежисер і продюсер.
Активна діяльність лейблу розпочалася у грудні 2011. Після того як Cashis покинув Shady Records і уклав контракт з RBC Records, останній став головною компанією лейблу.

## Ростер

### Теперішні

#### Виконавці
- Cashis
- Spinz[4]
- BBG Phorse
- ACE[5]

#### Продюсери
- Rikanatti
- Cin-a-Matik
- Ерік Богданович ( Австрія)[6]

### Колишні

#### Продюсери
- Kenno
- Basix
- C-Major

#### Діджеї
- DJ Arkane

## Дискографія
| Виконавець | Альбом             | Дата випуску      |
| ---------- | ------------------ | ----------------- |
| Cashis     | The Vault          | - 26 квітня 2011  |
| Cashis     | The Art of Dying   | - 30 жовтня 2012  |
| Cashis     | The Vault 2        | - 18 грудня 2012  |
| Spinz      | 1992               | - 13 березня 2013 |
| Cashis     | The County Hound 2 | - 15 жовтня 2013  |
| Cashis     | Euthanasia         | - 24 червня 2014  |
| Cashis     | Bogish Boy, Vol. 1 | - 15 липня 2014   |
| Cashis     | OG & Green Tea     | - 27 серпня 2014  |
| Cashis     | I'm Getten Mine    | - 12 січня 2015   |
| Cashis     | The County Hound 3 | - 7 квітня 2015   |
| Cashis     | Euthanasia 2       | - 11 грудня 2015  |
| Cashis     | Shady Capo         | - 15 січня 2016   |